# 一個音樂玩笑
《一個音樂玩笑》（德語：Ein musikalischer Spaß），目錄第522號，是沃尔夫冈·阿马德乌斯·莫扎特的作品。莫扎特在1787年6月14日把這首作品納入《我的作品全目錄》（Verzeichnis aller meiner Werke）當中。有人認為，《玩笑》的創作目的起於譏諷，「和聲上和節奏上的設計，意在嘲笑那些能力有限的作曲同業們。」不過，這個說法沒有實據支持。

## 名稱
在德語中，更經常以Scherz來表示「玩笑」，或是諧趣之意，而非本曲曲名使用的Spaß一字。後者的涵義近於「趣味」。

## 分析
本曲共四樂章：
1. 快板（Allegro）
2. 梅呂哀舞曲（Menuetto）
3. 歌般的行板（Andante cantabile）
4. 急板（Presto）

究其本質，應該把本曲視為一首嬉遊曲。幾個值得注意的作曲手法如以副屬和弦（secondary dominant）取代下屬和弦（subdominant），二部法國號之間的不和諧音，平行五度，全音音階，（以莫扎特的水平而言）看似拙劣的配器選擇，不合傳統規則的轉調等。值得一提的是，此曲是多調音樂（polytonality）的早期例子之一。若不考慮所謂的譏諷成分，《玩笑》其實可以說是相當前衛的作品，我們可以看到，莫扎特在其中嘗試了很多領先於他的時代的音樂語彙。

## 外部連結
- 《一個音樂玩笑》：谱子和报道（德语），《莫扎特全集》
- 《一個音樂玩笑》：国际乐谱典藏计划上的乐谱